# 討債公司
討債公司，主要為委託人或機構如銀行，財務公司或信用卡公司進行討債活動。在香港稱為收數公司，台灣的一些徵信社亦有討債的服務，这类公司也有較為文雅的稱呼例如帳務催收、信用管理、資產管理公司等。這些活動不一定是合法進行的；但由於舉證困難及政府無意監管或監督不力等原因，因此，這些機構仍然存在，而且還有不少新的公司出現。

## 客戶來源
討債公司的客源主要來自銀行、財務公司、電訊公司、信用卡公司等，另外也有一般公司及個人等。有關個案都是因為客戶拖欠還款或貨款、服務費數個月不等，再由有關公司的信貸或法務部門將個案轉交討債公司處理。而有些公司則是將債權標售給討債公司，討債公司付款給原來的債權公司以讓該公司沖銷未收帳款，再由討債公司自行向債務人追討債款。金融机构通过讨债公司收回债款，是为了节省诉讼成本和获得原定利息。

## 法律监管

### 美国

#### 政府
美國聯邦政府屬下的聯邦貿易委員會具有監管美國討債公司的法定權力。從2010年開始，新成立的消費者財政保障局 (Bureau of Consumer Financial Protection) 亦有監管討債公司的權力，與貿易委員會分擔這個權力。除了聯邦監管外，美國多個州份和幾個城市要求討債公司在當地經營前，與有關部門登記和領取經營牌照。
基本上，美國所有州分都有法律明文規管討債公司的討債方法。聯邦政府已在1978年通過公平討債規範法 (Fair Debt Collection Practices Act)，而多個州分亦有規管討債方法的法律。值得一提的是，雖然聯邦和州份的法律會有所重疊，但公平討債規範法中明文規定，如果某州的法律比聯邦的嚴厲，那該州的法律就可以凌駕公平討債規範法。

#### 被禁止的討債行為
公平討債規範法中禁止利用“具虐待性或詐騙性”的行為來討債，包括：
- 在早上8时至晚上9时以外的時間用電話聯絡欠債人。（以欠債人所在地的當地時間為準）
- 在欠債人以書面要求停止接觸後繼續與欠債人進行溝通。（某些行為除外，例如通知欠債人討債公司將會利用法律途徑來討債，或通知欠債人該公司已經停止所有討債行動）
- 在纏擾的大前提下，重複打電話給欠債人。
- 在欠債人受雇地方的上司要求討債公司停止在工作地方與欠債人接觸後，繼續在欠債人的工作地方聯絡欠債人。
- 在知道欠債人已經聘請律師代表後，繼續聯絡欠債人。

#### 民間
美國眾多討債公司都是ACA國際（ACA International) 業界議會的成員。ACA國際對它的會員有一定的操守指引。

### 香港
香港金融管理局規定了聘用討債公司的機構如銀行等，需要定期巡視所聘用的討債公司，以確保討債公司有足夠的資本去營運及沒有用一些看起來是犯法的方法去進行討債，但成效不大。原因是相關銀行並非執法機關，金融管理局亦並沒有任何條例或權力規管財務公司，他們既不會也無權去調查一些涉及刑事恐嚇的討債事件，所以无阻讨债公司的運作。然而，大多数市民并不清楚有何法例监管追债公司。在香港，讨债的人俗称「屎蟲」。

### 中華民國（臺灣）
在台灣，銀行債權催收的主管單位為金管會。但對於委外催收的公司無直接的約束力。因此內政部於2006年2月23日起開設「不當討債檢舉專線」，受理民眾檢舉暴力討債問題。

## 分賬方法
「討債專員」的收入是以底薪加佣金去計算，也就是說多勞多得。而佣金的計算亦只限於該討債專員成功地討回該筆債項，才會獲發佣金。而佣金的多少則根據難度而去決定。而这间接鼓励了「討債專員」以非法方式讨回债款。

## 討債方法
當討債公司收到有關欠款人的資料及拖欠金額後，便會先向欠款者以電話及寄信多次通知欠款人等方法去討債，或到訪欠款人的住址或工作地點進行當面通知或貼單討債。可是，有些討債公司會聘用有黑社會背景的人士或流氓為「討債專員」，並以持續威吓、辱骂、滋扰欠债人以及破坏欠债人财产、強搬財物、傢俱等方式索取，對債務人及其亲友造成滋擾甚至威脅人身安全，等等這類過激行為。

## 外部連結
- 香港電訊管理局
- 香港金融管理局二零零五年年報
- 有立法會議員要求規管追債的纏擾行為    中文新聞頻道 - 香港電台 （页面存档备份，存于）
- 中華民國消費者文教基金會